# Lasino
Lasino é uma comuna italiana da região do Trentino-Alto Ádige, província de Trento, com cerca de 1.178 habitantes. Estende-se por uma área de 15 km², tendo uma densidade populacional de 79 hab/km². Faz fronteira com Trento, Calavino, Dro, Cavedine.